# Nicholas Webster
Nicholas Webster (* 24. Juli 1912 in Spokane; † 12. August 2006 in  Santa Monica) war ein US-amerikanischer Filmregisseur und Filmproduzent.
Nicholas Webster ist in den USA vor allem für seine CBS-Sendung The Violent World von Sam Huff bekannt geworden, bei der erste Modelle drahtloser Mikrofone im Fernsehen verwendet wurden. Für die Folge Walk in My Shoes (1961) der Dokumentarserie ABC Close-Up! erhielt Webster eine Emmy-Nominierung als beste Fernsehsendung des Jahres. 1972 folgte eine weitere Emmy-Nominierung für Die letzten Tage von John D. Es war das erste Mal, dass die Geschichte der Afroamerikaner aus deren Sicht erzählt wurde. In den Folgejahren arbeitete Webster an vielen Produktionen mit und es entstanden Filme wie Gone Are the Days!, Santa Claus Conquers the Martians oder Johnny Cash - ...und die Geschichte der amerikanischen Eisenbahn. Ebenso war er an vielen Serien beteiligt und führte die Regie bei einzelnen Folgen von East Side/West Side, The Twentieth Century, Mini-Max oder die unglaublichen Abenteuer des Maxwell Smart, Dan Oakland oder auch Mannix, Bonanza und Die Waltons.

## Filmografie (Auswahl-Regie)
- 1956: Warning Red
- 1960–1965:The Twentieth Century (5 Folgen)
- 1961: Dead to the World
- 1961–1962: ABC Close-Up! (3 Folgen, auch Produzent und Drehbuch 1 Folge)
- 1963: Gone Are the Days! (auch Produzent)
- 1963: East Side/West Side (1 Folge)
- 1964: Santa Claus Conquers the Martians
- 1968: Endstation Mars – In tödlicher Mission
- 1969: Big Valley (1 Folge)
- 1969: The New People (3 Folgen)
- 1969–1970: Bracken's World (2 Folgen)
- 1970: Mini-Max oder die unglaublichen Abenteuer des Maxwell Smart (1 Folge)
- 1970: The Immortal (1 Folge)
- 1970: Dan Oakland (1 Folge)
- 1970–1971: Mannix (3 Folgen)
- 1970–1972: Bonanza
- 1971: FBI (2 Folgen)
- 1971–1972: Appointment with Destiny (2 Folgen)
- 1971–1974: Nachdenkliche Geschichten (2 Folgen)
- 1974: Die Waltons (1 Folge)
- 1974: Apple's Way (1 Folge)
- 1974: Johnny Cash – ...und die Geschichte der amerikanischen Eisenbahn  (auch Drehbuch und Produzent)
- 1976: No Longer Alone
- 1977–1982: In Search of... (3 Folgen, auch Drehbuch)
- 1978: Manbeast! Myth or Monster? (Dokumentarfilm, auch Drehbuch und Produzent)
- 1980: Der lange Treck (1 Folge)
- 1980: Sharks: The Death Machine (Dokumentarfilm, auch Produzent)
- 1980: Escape